# THE FROGMAN SHOW
THE FROGMAN SHOW（ザ・フロッグマン・ショー、蛙男劇場）とは2006年4月より同年6月までテレビ朝日系列で放送したテレビアニメ番組。蛙男商会製作のAdobe Flashによるアニメが原作で、全11話。2007年3月に初の劇場版が公開された。
脚本・監督・作画・声優などほとんど全てを製作者・FROGMANが1人で手がける。テレビ版は分量の関係からか、F山とT川の協力を得て3人で作成している。

## 概要
新作『秘密結社 鷹の爪』と蛙男商会の代表作『古墳ギャルのCoffy』の2作品によるオムニバス形式。
『秘密結社鷹の爪』
デラックスファイターによって壊滅させられた秘密結社「竜の爪団」の総統・戦闘員教育係の吉田君・戦闘員のフィリップの3人が新たに結成した「鷹の爪団」が巻き起こす騒動を描く。
『古墳ギャルのCoffy』
前方後円墳女子高生（古墳GAL）のコフィーと同じ学園に通う古墳仲間たちの日常を描く。

## スタッフ
- 原案・監督・脚本・キャラクターデザイン・作画・録音・編集・FLASH制作 - FROGMAN
- 作画協力 - 月見里智弘、塚原重義（弥栄堂）、鈴木隆輔
- エクゼティブプロデューサー - 椎木隆太
- 企画 - 内野英樹（ユニバーサル・ピクチャーズ・ジャパン）、谷東（DLE）
- プロデューサー - 西口なおみ（テレビ朝日）
- 音楽 - manzo（リアランド）
- 演出補 - 古山洋平、友川絵美子
- 声の出演 - FROGMAN、ホンマキョウコ（本間恭子）、フルヤマヨウヘイ（古山洋平）、小室亜沙、高松えりな、荻堂れいか
- OP・EDデザイン - 関口勇哉（Wombat & Co. Film）
- コフィーちゃんタイトルロゴ - 池ヶ谷愛
- 最終回EDデザイン - 工藤真工（saihate）
- 技術協力 - ジャパンヴィステック
- 編集スタジオ・MA - キュー・テック
- スペシャルサンクス - 小野彩、柴原誠治（CMサイト）、竹熊健太郎、小室亜沙、荻堂れいか（ディオス）、高松えりな（ディオス）、工藤祐士、関俊作、佐藤晃、椎木里佳、G-STYLE、olo、菊池ドクケン
- Powered by - アドビシステムズ株式会社
- FLASH協力 - 鈴木隆輔
- 制作著作 - テレビ朝日、蛙男商会、DLE

## 主題歌
オープニング「GO! GO! ライダー」
歌・作詞・作曲 - FUNKY MONKEY BABYS / 編曲 - NAOKI-T
エンディング「Go Your Way」
作詞 - KOJIMA、SATOSHI / 作曲・編曲 - 山嵐、亀田誠治 / 歌 - 山嵐

## 放送局
| 放送地域       | 放送局         | 放送期間                 | 放送時間           | 放送系列       | 備考                 |
| -------------- | -------------- | ------------------------ | ------------------ | -------------- | -------------------- |
| 関東広域圏     | テレビ朝日     | 2006年4月5日 - 6月14日   | 水曜 26:40 - 27:10 | テレビ朝日系列 | 制作局               |
| 近畿広域圏     | 朝日放送       | 2006年4月12日 - 6月21日  | 水曜 27:21 - 27:51 | テレビ朝日系列 |                      |
| 宮城県         | 東日本放送     | 2010年1月17日 - 4月11日  | 日曜 25:10 - 25:40 | テレビ朝日系列 |                      |
| 愛知県         | テレビ愛知     | 2010年4月2日 - 7月2日    | 金曜 25:58 - 26:28 | テレビ東京系列 |                      |
| 岡山県・香川県 | テレビせとうち | 2010年7月3日 - 9月11日   | 土曜 24:55 - 25:25 | テレビ東京系列 |                      |
| 東京都         | TOKYO MX       | 2015年7月7日 - 9月22日   | 火曜 18:30 - 18:54 | 独立局         | 東京都では実質再放送 |
| 栃木県         | とちぎテレビ   | 2016年4月5日 - 6月14日   | 火曜 23:30 - 24:00 | 独立局         | 関東圏では実質再放送 |
| 神奈川県       | tvk            | 2017年10月6日 - 12月22日 | 金曜 25:00 - 25:30 | 独立局         | 関東圏では実質再放送 |

- テレビ朝日では2007年4月1日に総集編となる『朝までザ・フロッグマンショー』が放送された。
- 2007年6月4日には毎日放送で『THE FROGMAN SHOW 大阪再降臨』が放送された。

## 劇場版
2007年3月17日に『THE FROGMAN SHOW 秘密結社 鷹の爪 THE MOVIE〜総統は二度死ぬ〜』と『古墳ギャルのCoffy 〜桶狭間の戦い〜』の2作品が公開され、その後、北海道・東北を除く各地区の劇場で順次上映された。これは、作品を上映するTOHOシネマズが、北海道・東北になかったため。
2007年7月28日より、TOHOシネマズ六本木ヒルズにおいて、「六本ギヒルズオリジナルバージョン」と題し、ラストに数分のシーンを追加した特別版が公開された。TOHOシネマズ六本木ヒルズはTHE FROGMAN SHOWの初のオールナイト・イベントを行った場所である。
NY国際インデペンデント映画祭のアニメーション部門 最優秀作品賞とアニメーション部門 国際アニメーション 最優秀監督賞の2部門を受賞。
その後、劇場版第二弾『THE FROGMAN SHOW 秘密結社 鷹の爪 THE MOVIE2〜私を愛した黒烏龍茶〜』と『古墳ギャルのCoffy〜12人と怒れる古墳たち』を製作し、2008年5月24日、TOHOシネマズ六本木ヒルズで公開（その他の各地の劇場では2008年5月31日より順次公開）。
2008年5月23日深夜（放送時間は27:00 - 28:50）にテレビ朝日シネマエクスプレス内にて劇場版第一弾2作品が劇場版第二弾の紹介を踏まえて放映された。
2008年7月19日より、TOHOシネマズお台場シネマメディアージュにおいて、「お台場限定バージョン」と題し、ラストに数分のシーンを追加した特別版が公開された。

### スタッフ
- 脚本・監督等 - FROGMAN
- 制作 - 蛙男商会/DLE
- 配給協力 - 東宝
- 配給 - DLE